# Supercopa Italiana de Voleibol Masculino de 2001
A Supercopa Italiana de Voleibol Masculino de 2001 foi a 6ª edição desta competição organizada pela Lega Pallavolo Serie A, consórcio de clubes filiado à Federação Italiana de Voleibol (FIPAV) que ocorreu em 26 de setembro.
O Sisley Volley conquistou seu terceiro título da competição ao derrotar o Lube Macerata por 3 sets a 0.

## Regulamento
O torneio foi disputado em partida única.

## Equipes participantes
| Equipe        | Qualificação                              |
| ------------- | ----------------------------------------- |
| Sisley Volley | Campeão do Campeonato Italiano de 2000–01 |
| Lube Macerata | Campeão da Copa Itália de 2000–01         |

## Resultado
| Data   | Hora  |               | Placar |               | Set 1 | Set 2 | Set 3 | Set 4 | Set 5 | Total | Relatório |
| ------ | ----- | ------------- | ------ | ------------- | ----- | ----- | ----- | ----- | ----- | ----- | --------- |
| 26 set | 19:00 | Sisley Volley | 3–0    | Lube Macerata | 28–26 | 25–23 | 25–22 |       |       | 78–71 | Relatório |

## Premiação
| Supercopa Italiana de 2001         |
| Vêneto                             |
| ---------------------------------- |
| Sisley Volley Campeão (3.º título) |